# Camila Coelho
Camila Cristina Figueiredo Coelho (Virginópolis, 27 de fevereiro de 1988) é uma influenciadora digital, empresária, blogueira, maquiadora e modelo brasileira. Ela é mais conhecida por produzir conteúdo para as mídias sociais.

## Biografia e carreira
Camila Coelho é natural de Minas Gerais e mudou-se para os Estados Unidos aos 14 anos. Passou alguns anos na Pensilvânia, depois estabeleceu residência em Boston, onde vive com o marido. Ela tinha um fascínio por batons, produtos para cabelo e tudo que envolve o universo da beleza. Por conta disso, decidiu fazer um curso de maquiagem, e, em seguida, foi trabalhar na Dior, na loja Macy's, além de também atender clientes em domicílio, como noivas e madrinhas.
Em 2010, após descobrir o canal da maquiadora estadunidense Kandee Johnson no Youtube, resolveu abrir seu próprio canal. Um ano depois, no mês de abril de 2011, abriu seu blog intitulado Super Vaidosa, e, após apenas seis meses, Camila deixou o trabalho para dedicar-se a ele. Rapidamente, lojas virtuais passaram a enviar seus produtos para a blogueira, que testava as maquiagens ou usava as roupas, que então postava fotos ou vídeo acerca de sua opinião. O blog tornou-se seu negócio, sendo administrado por ela juntamente com seu marido. Com o êxito do blog e do canal a maquiadora passou estampar capas de revistas e a ser requisitada para ser a imagem de diversas marcas como Le Postiche, Natura, Riachuelo, Lâncome, entre outras. É famosa principalmente por suas maquiagens.